# بوئنا، نیوجرسی
بوئنا (به انگلیسی: Buena) شهری در ایالت نیوجرسی کشور ایالات متحده آمریکا است که جمعیت آن در سرشماری سال ۲۰۱۰ میلادی، ۴٬۶۰۳ نفر بوده‌است.